# Сражение на Ульке
Сражение на Ульке — состоявшееся осенью 488 года во время остготского завоевания Италии сражение на берегах реки Ульки (возможно, одном из притоков Савы), в котором войско остготов под командованием короля Теодориха Великого одержало победу над войском короля гепидов Трапстилы.

## Описание
Основными нарративными источниками о сражении на Ульке являются «Панегирик Теодориху» Магна Феликса Эннодия и «Римская история» Павла Диакона. О связанных с битвой событиях сообщается и в других раннесредневековых трудах: в «О происхождении и деяниях гетов» и «Сокращении хроник» Иордана, хронике Анонима Валезия, «Житии Епифания» Магна Феликса Эннодия, хронике Марцеллина Комита, «Римской истории» Павла Диакона, «Войне с готами» Прокопия Кесарийского и «Хронографии» Феофана Исповедника.
В 488 году остготы во главе с королём Теодорихом Великим выступили из Паннонии в Италию, намереваясь найти здесь место для поселения. Предполагается, что число переселенцев, способных носить оружие, достигало 20 000 человек. Переселение было инициировано императором Византии Зиноном, у которого в это время обострились отношения с правителем Италии Одоакром.
Путь остготов лежал через земли гепидов. Трапстила, или исполняя союзнические обязательства перед Одоакром, или действуя по своему усмотрению, преградил переселенцам путь, не желая пропускать их через свои владения. Возглавляемое им гепидское войско укрепилось на левом берегу реки Ульки. Здесь гепиды и остготы вступили в ожесточённое сражение. По свидетельству Эннодия, сначала воины Трапстилы успешно отражали все попытки остготов переправиться через реку и даже сумели обратить часть своих врагов в бегство. Однако затем, благодаря личному мужеству короля Теодориха, бросившемуся в самую гущу сражения, остготам удалось нанести гепидам сокрушительное поражение. Только наступившая ночь позволила немногочисленным оставшимся в живых гепидам бежать с поля боя. По утверждению Павла Диакона, среди погибших в сражении был и король Трапстила. Однако достоверность этого свидетельства подвергается сомнению. Например, Ф. Дан и В. Энслин считали, что Трапстила не погиб в сражении, а правил до самой остгото-гепидской войны 504—505 годов, деля власть над королевством с Гундеритом. В то же время отмечается, что в раннесредневековых исторических источниках о Трапстиле после битвы на Ульке не упоминается, а в начале VI века новым правителем гепидов уже достоверно был его сын Тразарих. Это свидетельствует в пользу того, что Тразарих был провозглашён правителем гепидов сразу же после сражения с остготами. В труде Павла Диакона также сообщается, что союзниками гепидов были булгары царя Бузана. Остготы «учинили его людям страшную резню» и сам булгарский правитель также пал на поле боя. В качестве трофеев Теодориху Великому достались большие запасы продовольствия, собранные гепидами. Это позволило переселенцам беспрепятственно перезимовать в Сирмии, а весной 489 года продолжить путь и после победы в сражении на реке Изонцо вторгнуться Северную Италию.